# Бахмут Яків Михайлович
Бахмут Яків Михайлович (1863, хут. Катричівка Валківського повіту — ?) — український лірник.

## Життєпис
Навчався у лірника Якова Богущенка. В репертуар входили традиційні для слобідських співців думи і псальми. Наприкінці 20-х років XX ст. був ще живим.